# Missionskyrkan Valhalla

Missionskyrkan Valhalla (även kallad Valhallakyrkan) var en missionskyrka i kvarteret Gripen vid Mäster Samuelsgatan 57 på Norrmalm i Stockholm.

## Historik
År 1870 hade några personer, som senare skulle bilda Lutherska missionsföreningen, hyrt teaterlokalen Valhalla på Mäster Samuelsgatan 51 för sina predikningar. Huset inköptes 1897 av församlingen, som senare kom att byta namn till Stockholms Fria Missionsförsamling. 
År 1924 uppfördes en ny kyrka på granntomten Mäster Samuelsgatan 57. Arkitekt för kyrkan var Alfred Danielsson-Bååk. Själva kyrksalen som låg en trappa upp, och rymde 322 platser. Den var 17 x 14 meter stor och mellan 6 och 12 meter i takhöjd. Fondmålningen i salen föreställde ett solbelyst Jerusalem och var utförd av Filip Månsson. Läktare löpte utmed tre av salens sidor, vilka rymde ytterligare 284 platser. Därutöver fanns en församlingssal med 100 platser.
Det sista mötet hölls 1962 varefter kyrkan revs liksom resten av kvarteret för att lämna plats åt Åhléns City i och med Norrmalmsregleringen. Samma år slogs de sex missionsförsamlingarna i Stockholms innerstad samman och bildade Immanuelskyrkans församling, idag ansluten till Equmeniakyrkan

### Interiörbilder
Fotografen Lennart af Petersens tog ett svep interiörbilder i oktober 1961, kort före rivningen.

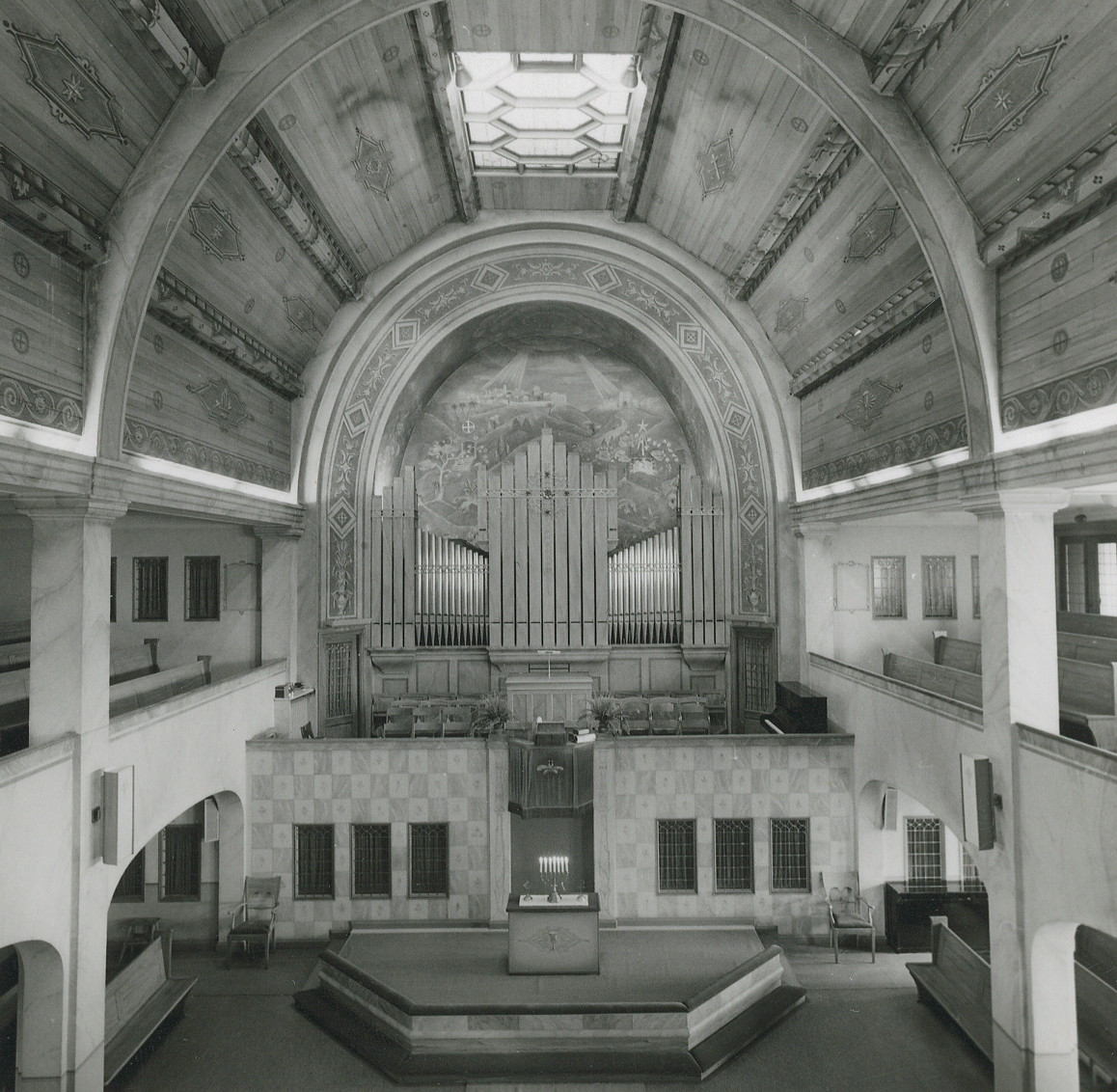
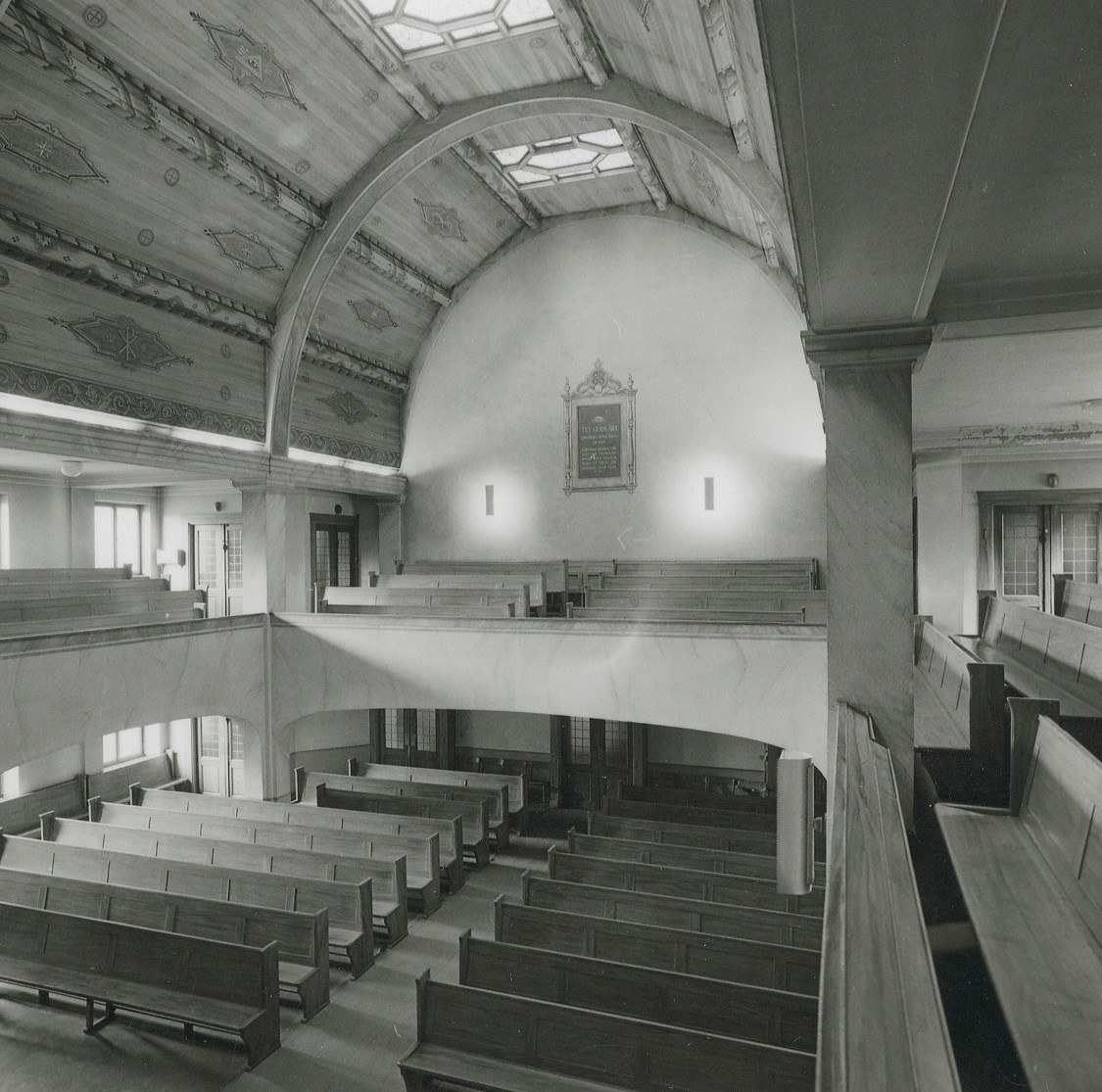
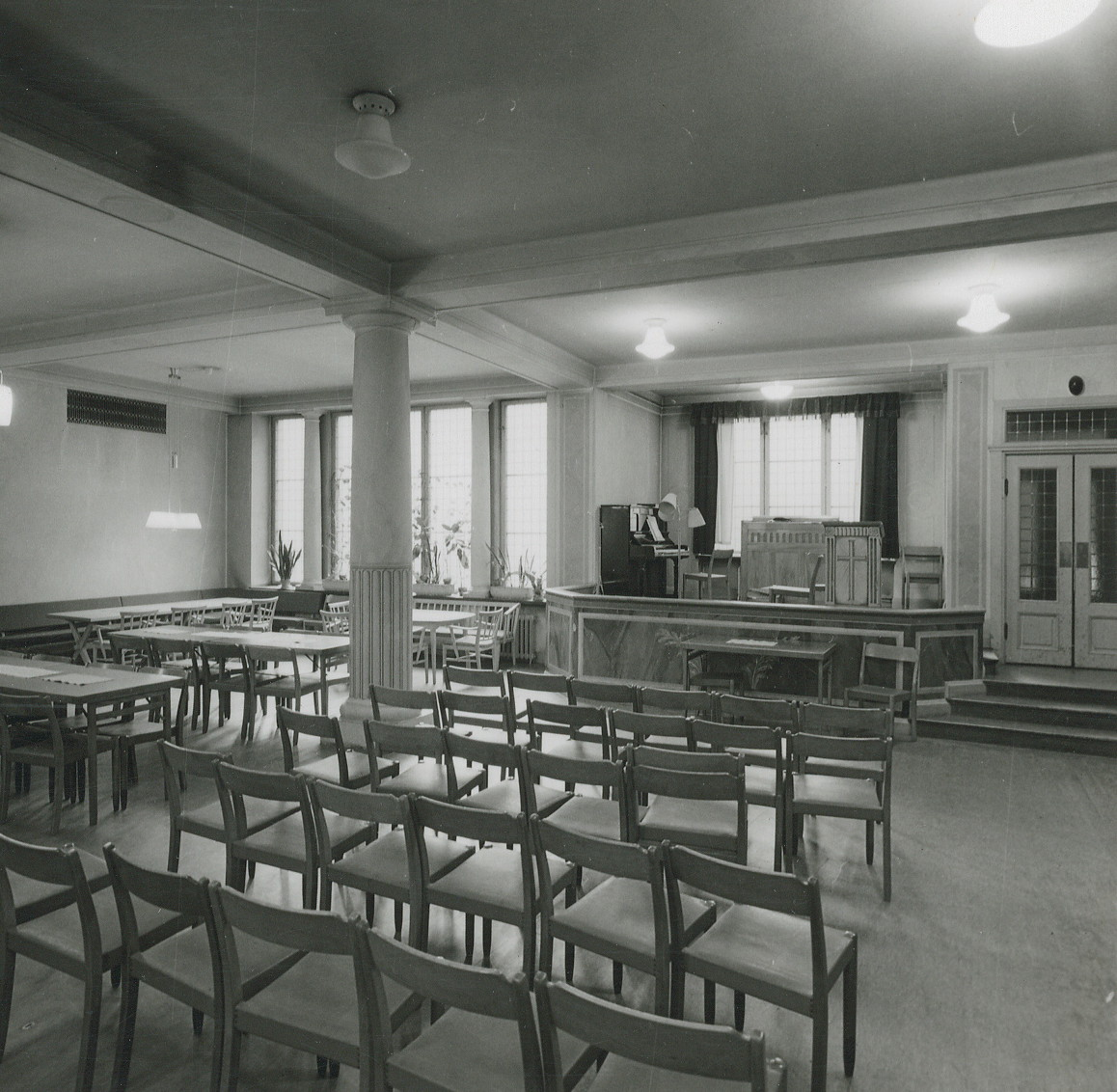
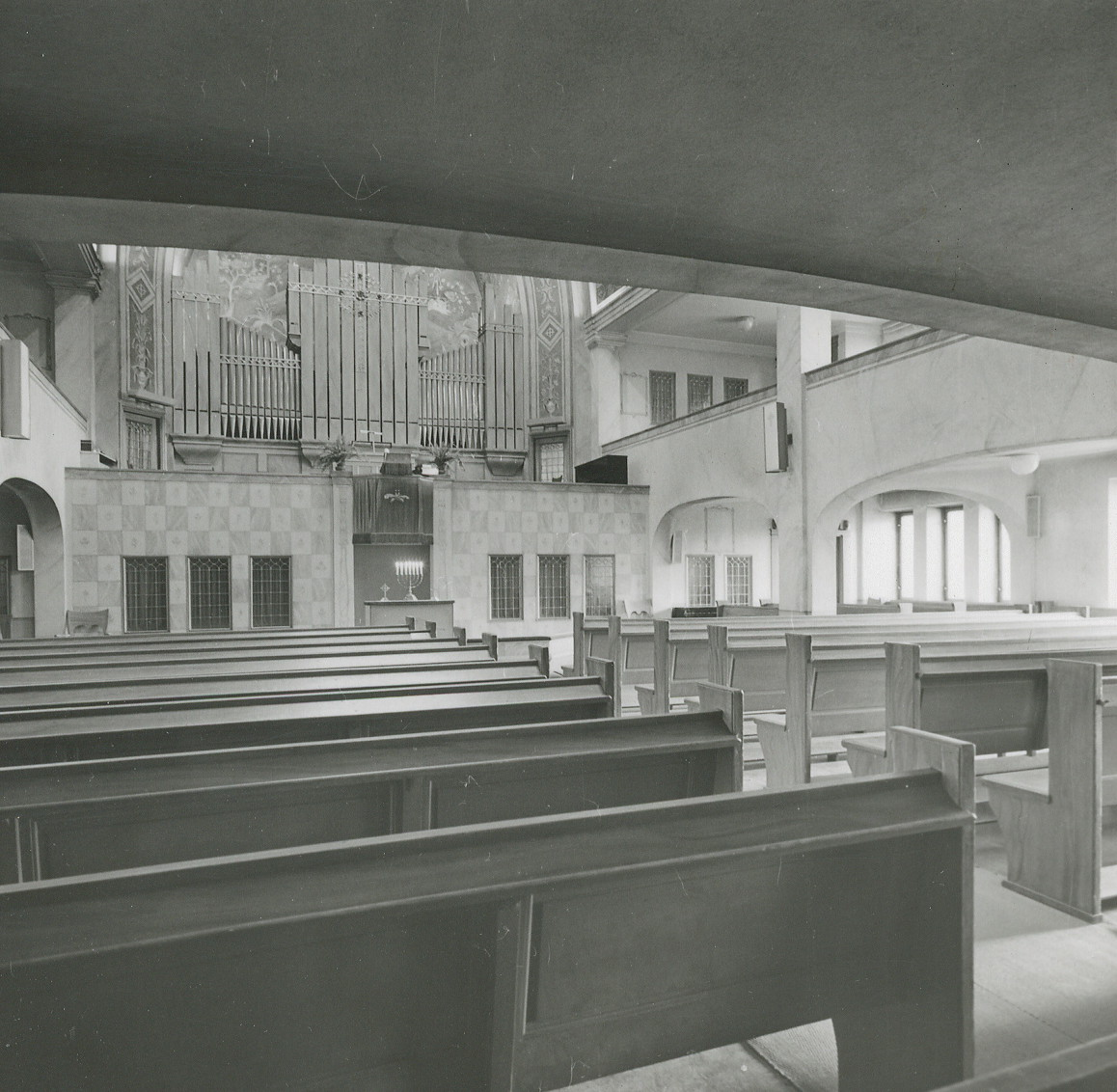
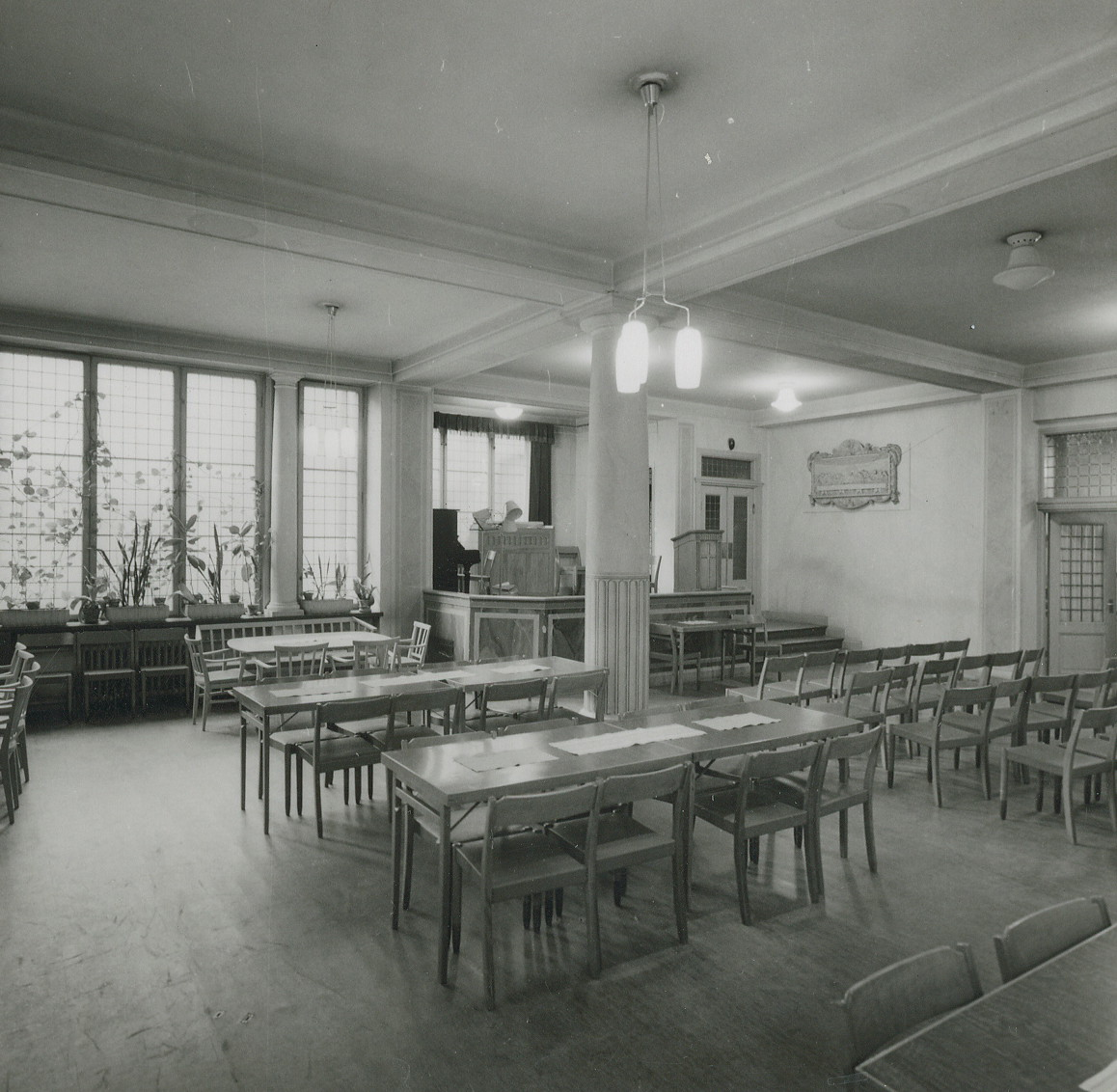